# Juan Campisteguy

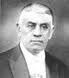
Juan Campisteguy

Juan Campisteguy Oxcoby (* 7. September 1859 in Montevideo; † 4. September 1937 ebenda) war ein uruguayischer Rechtsanwalt und Politiker. Vom 1. März 1927 bis zum 1. März 1931 war Campisteguy Präsident der Republik Uruguay.
Juan Campisteguy diente von 1897 bis 1899 unter Präsident Juan Lindolfo Cuestas als Finanzminister und unter José Batlle y Ordóñez von 1903 bis 1904 als Innenminister. 1905 wurde er Mitglied des Senats.
1927 wurde er dann zum Präsidenten gewählt. Er versuchte wie seine Vorgänger, den uruguayischen Sozialstaat weiter auszubauen, bis auch Uruguay die Folgen der Weltwirtschaftskrise zu spüren bekam.
Wichtige innenpolitische Ereignisse seiner Amtszeit war 1928 die Ausweitung der Sozialversicherung auf dem privaten Sektor, die Einführung der 6-Tage-Woche im darauf folgenden Jahr und die erste Fußball-Weltmeisterschaft, welche in Uruguay stattfand.